# Ramón de Campoamor y Campoosorio
Don Ramon de Campoamor y Campoosorio (24. září 1817, Navia (Asturie) – 11. února 1901, Madrid) byl španělský básník, člen Španělské královské akademie a také politik.

## Biografie
Pocházel z bohaté šlechtické rodiny, zprvu studoval medicínu, věnoval se ale literatuře a politice (byl velmi konzervativním poslancem, zastával monarchistické a silně protidemokratické názory), jeho básnické dílo bylo velmi populární. Tvořily je především básně politické, které svým sarkasmem a skepticismem připomínají přes zcela opačné politické smýšlení dílo Heinricha Heina. Typická je pro něj melancholická tematika, romantická ironie a filosofický podtext, založený na nemilosrdně skeptických názorech.
Vytvořil mimo rozsáhlé lyrické dílo (sbírky Ternezas y flores, Ayes del alma, Fabulas morales y politicas, Doloras, Pequeńos poemas) také složité a myšlenkově bohaté epické skladby (Colon, El drama universal, El licenciato Toralba) a veršovaná dramata (Dies irae, Asi sescribe la historia, Glorias humanas, Cuerdos y locos, El honor). Jeho dílo vyniká inovativností (mnohdy objevuje nové básnické formy) a patří k tomu nejvýznamnějšímu ve španělské poesii druhé poloviny devatenáctého století.